# Bonchamp-lès-Laval
Bonchamp-lès-Laval is een gemeente in het Franse departement Mayenne (regio Pays de la Loire). De gemeente telde 6.294 inwoners op 1 januari 2022. De plaats maakt deel uit van het arrondissement Laval.
Bonchamp-lès-Laval is van oorsprong een landbouwgemeente. Door de nabijheid van Laval en de inplanting van drie industriezones kent de gemeente een groei sinds de jaren 1960. Er is ook kleinhandel aanwezig in het centrum.

## Geschiedenis
Bonchamp werd voor het eerst vermeld als een parochie in de 11e eeuw. De plaats heette toen nog Malo Campo, zo genoemd omdat het gebied bestond uit heide en dus slechte landbouwgrond was. De naam Bono Campo verscheen in de 13e eeuw. Een eerste kerk, die nooit voltooid is, werd gebouwd in het gehucht La Cassine. Vervolgens werd een romaanse kerk gewijd aan Sint-Blasius gebouwd in het huidige centrum. De oudste delen van deze kerk gaan terug tot de 11e eeuw. Bonchamps was geen zelfstandige heerlijkheid. Het dorp, de verschillende gehuchten en landerijen hingen af van diverse wereldlijke en geestelijke heren.
Bonchamp was een landbouwdorp waar tot de 18e eeuw als nijverheid ook pottenbakkers actief waren. Na de Franse Revolutie namen verschillende inwoners van Bonchamp deel aan de Opstand in de Vendée en werden vervolgens ook ter dood veroordeeld.

## Geografie
De oppervlakte van Bonchamp-lès-Laval bedroeg op 1 januari 2022 27,51 vierkante kilometer; de bevolkingsdichtheid was toen 228,8 inwoners per km².
De Jouanne stroomt door het grondgebied van de gemeente. De autosnelweg A81 loopt door de gemeente.
De onderstaande kaart toont de ligging van Bonchamp-lès-Laval met de belangrijkste infrastructuur en aangrenzende gemeenten.

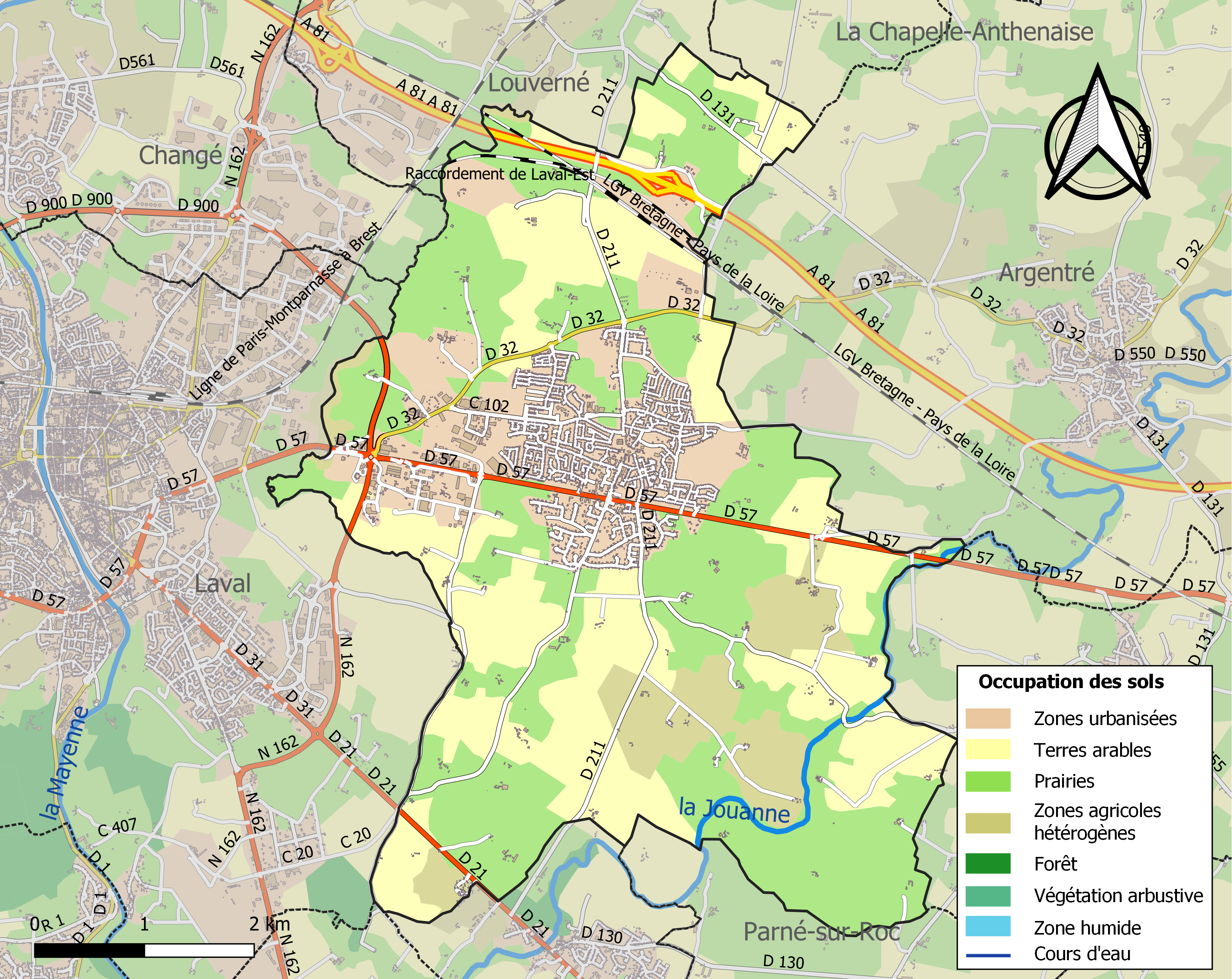

## Demografie
In 1836 telde Bonchamp nog 1.227 inwoners. Dit zakte in de loop van de 20e eeuw. Maar door de nabijheid van Laval stijgt het inwoneraantal sinds de jaren 1960. Tussen 1999 en 2019 steeg de bevolking met ongeveer 30%.
Onderstaande figuur toont het verloop van het inwonertal (bron: INSEE-tellingen).

## Afbeeldingen

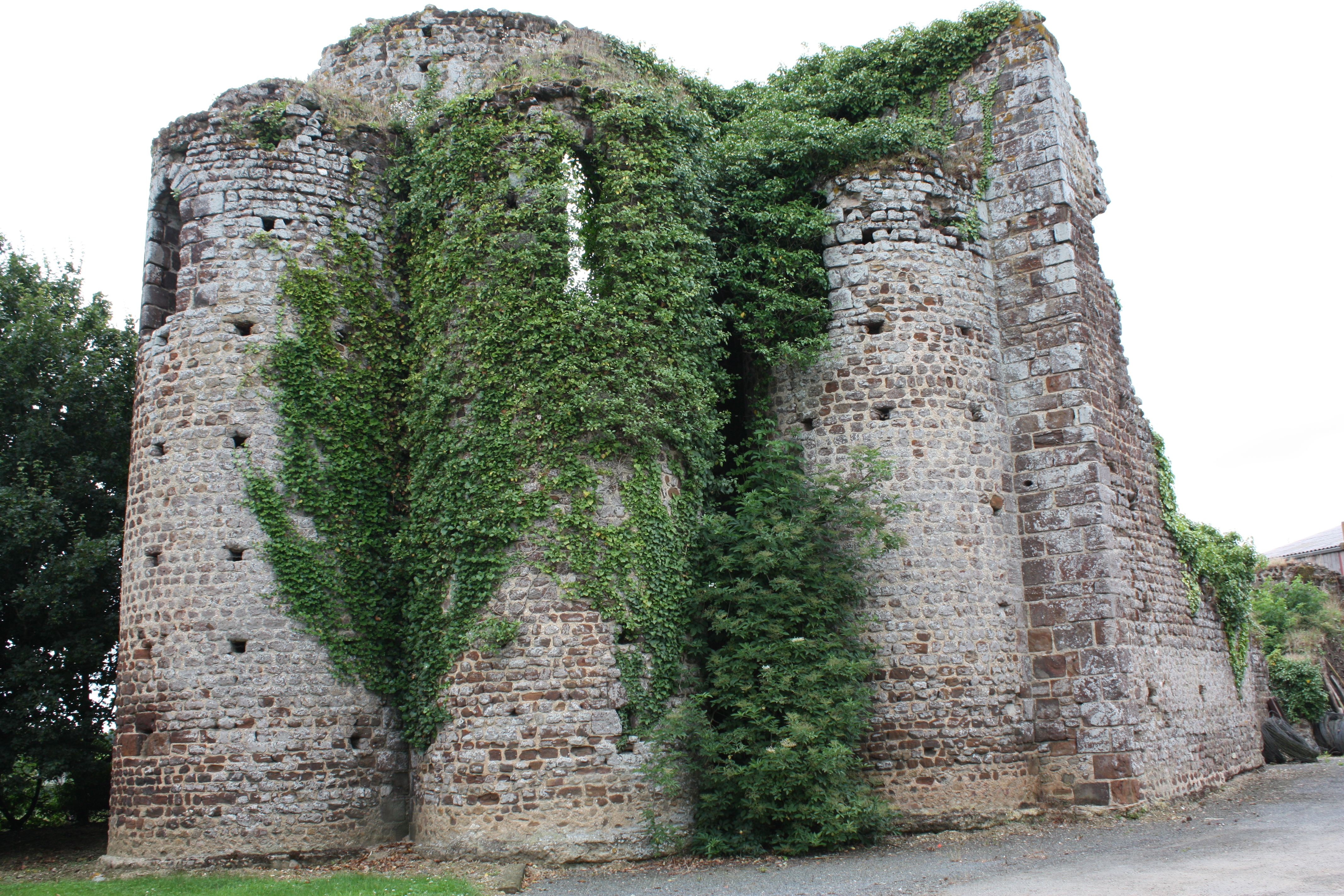
Kerkruïne van La Cassine
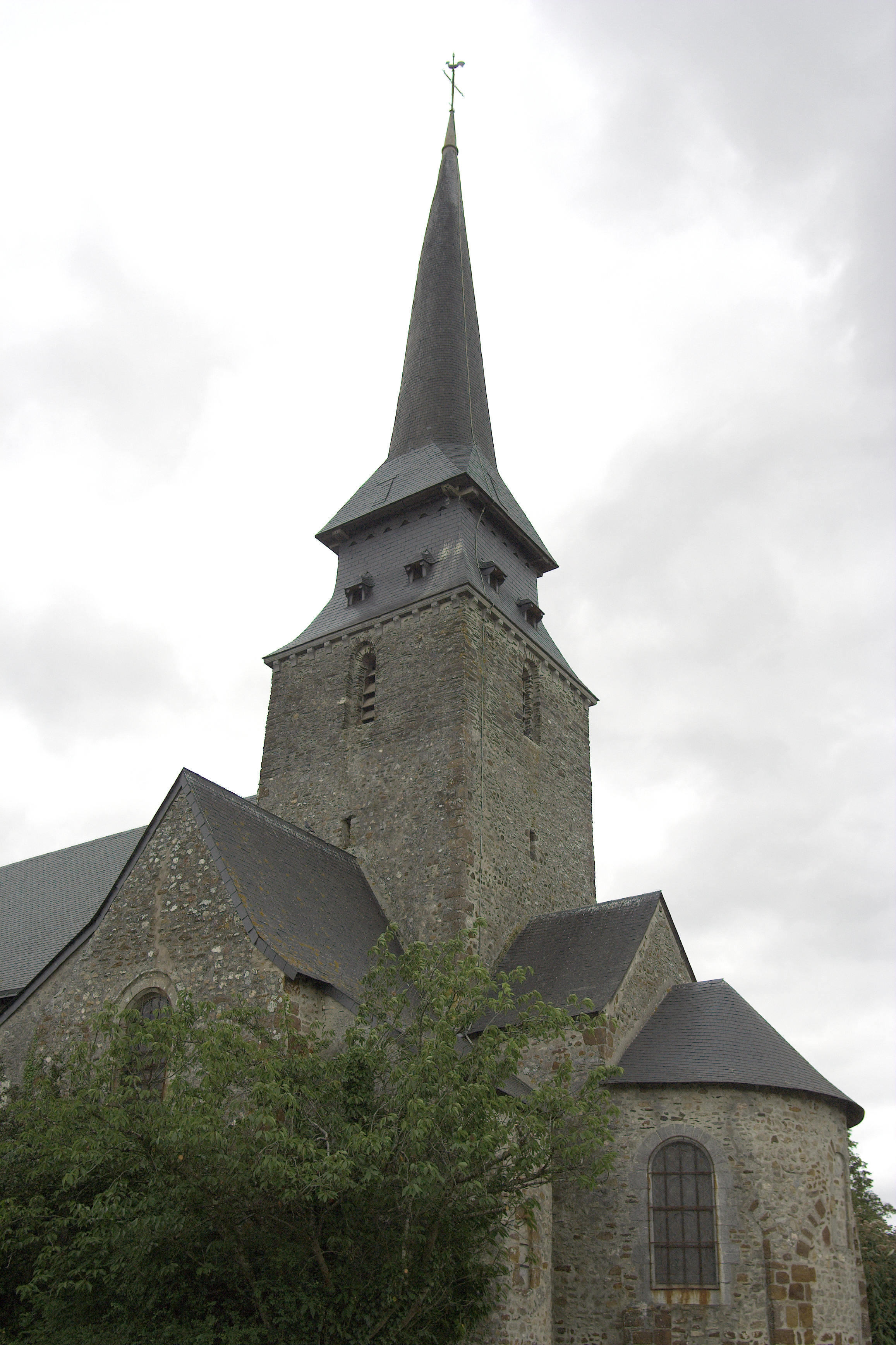
Kerk Saint-Blaise
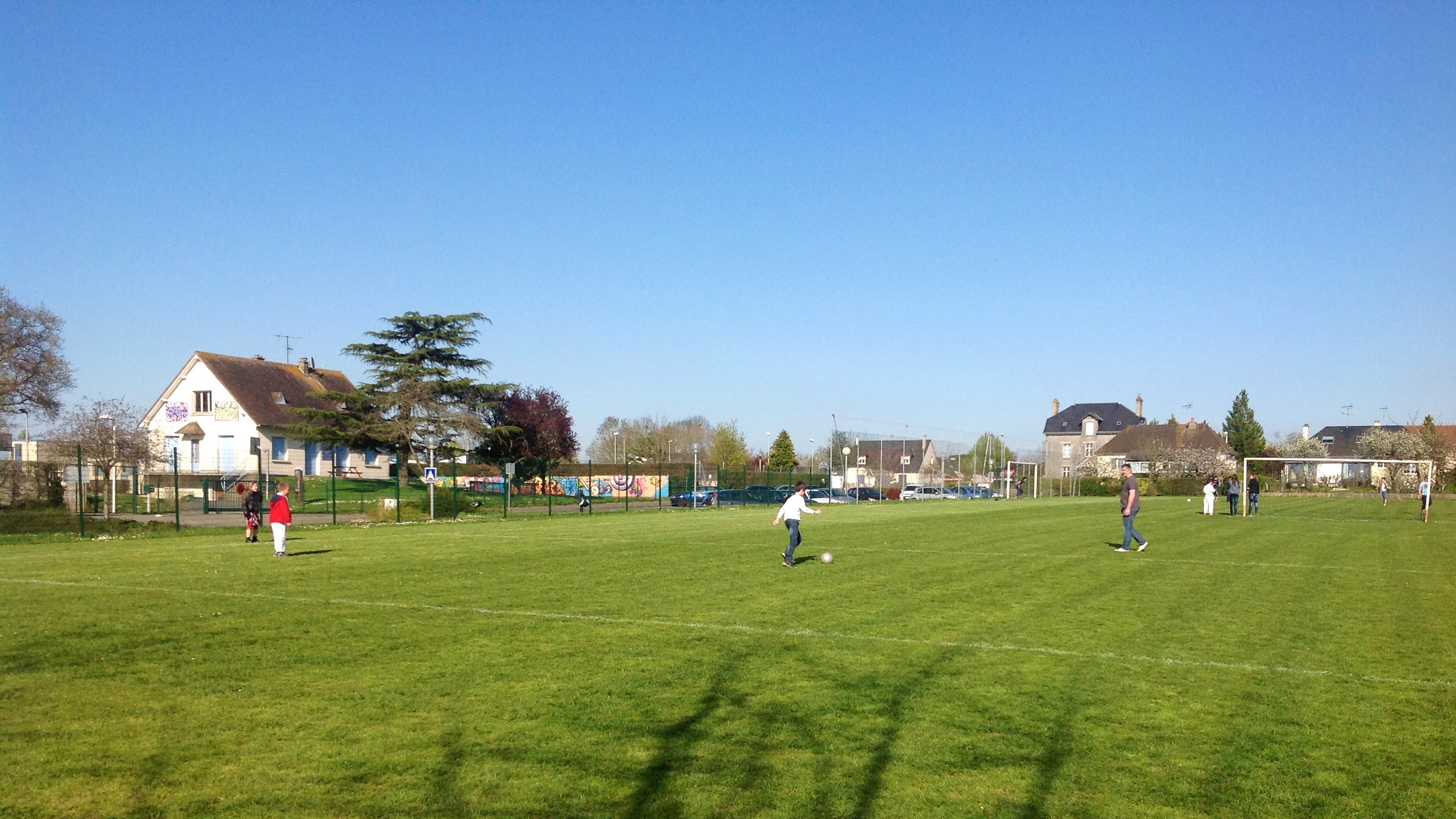
Sportveld

## Geboren
- Philippe Dalibard (6 februari 1958), wielrenner